# Unsere kleine Stadt

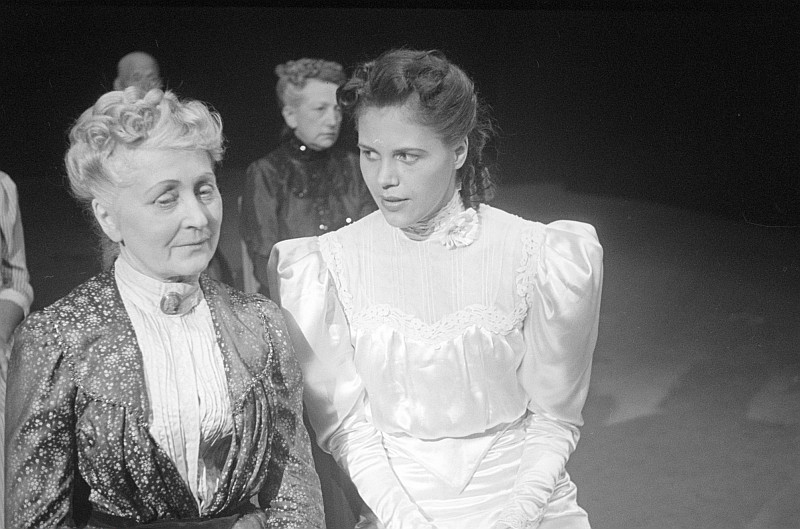
Szene mit Elly Burgmer als Mrs. Gibbs und Ruth Schilling als Emily, Deutsches Theater Berlin 1945

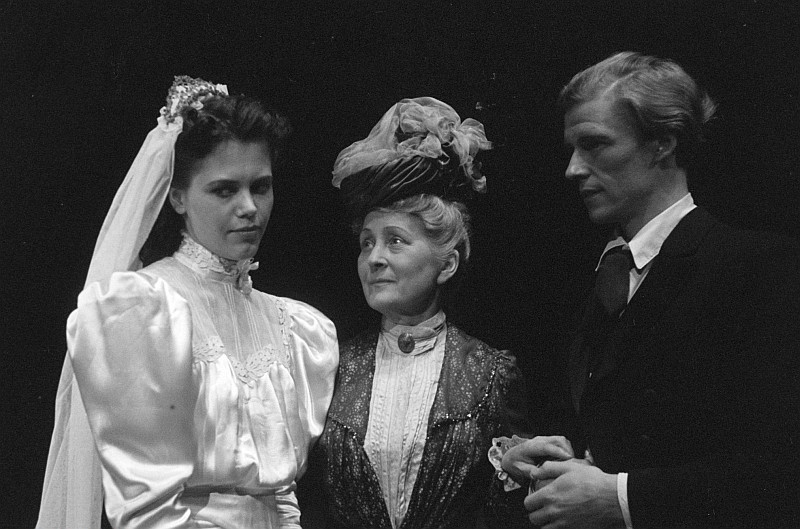
Ruth Schilling als Emily (links), Elly Burgmer als Mrs. Gibbs (Mitte) und Max Eckard als George

Unsere kleine Stadt ist ein episches Theaterstück von Thornton Wilder in drei Akten. Am 22. Januar 1938 wurde es in den Vereinigten Staaten unter dem Originaltitel Our Town uraufgeführt und im selben Jahr mit dem Pulitzer-Preis ausgezeichnet.

## Erstaufführungen
Seine Uraufführung hatte das Theaterstück am 22. Januar 1938 im McCarter Theatre in Princeton, New Jersey. Danach tourte es durch mehrere Städte, was damals typisch im Vorlauf für geplante Broadway-Inszenierungen war, um diese in den sogenannten Previews noch zu verbessern. Am 4. Februar 1938 folgte das Debüt am Broadway. Die Regie übernahm Jed Harris, in den Hauptrollen spielten unter anderem Frank Craven als Spielleiter, Martha Scott als Emily Webb, John Craven als George Gibbs und Evelyn Varden als Mrs. Gibbs. Die Produktion war ein Erfolg und lief bis zum November des Jahres.
Im deutschsprachigen Raum fand die Erstaufführung des Theaterstückes in der Regie von Oskar Wälterlin und mit dem Bühnenbild von Teo Otto im Schweizer Schauspielhaus Zürich am 9. März 1939 statt. Die Erstaufführung in Deutschland folgte nach dem Ende des Zweiten Weltkrieges im August 1945 in der Regie von Erich Engel an den Münchner Kammerspielen.

## Inhalt

### Aufbau
Grover’s Corners ist eine fiktive Kleinstadt in New Hampshire zur Zeit der Jahrhundertwende; ihre geographischen Koordinaten werden mit 42° 40′ 0″ N, 70° 37′ 0″ W angegeben. Der Ort wird als heile Welt präsentiert. Jeder kennt jeden, die Kinder sind wohlerzogen, jeden Morgen kommt der Milchmann mit seinem Esel die Straße hinauf. Der größte Skandal ist der ständig betrunkene Kirchenorganist.
Jeder der drei Akte spielt zu einer anderen Zeit, und mit jedem Akt sieht der Zuschauer subtile, teilweise augenzwinkernd eingebrachte Veränderungen im Kleinstadtleben. Mit jeder Geburt wächst die Stadt, langsam hält das Automobil Einzug, der elektrische Brutapparat wird erfunden.

### Handlung
Der erste Akt (1901) steht unter dem Motto „Das tägliche Leben“. Es deutet sich eine Romanze zwischen den benachbarten Jugendlichen George Gibbs und Emily Webb an. Außerdem wird eine Vielzahl anderer Figuren eingeführt, so die Eltern und Geschwister der beiden Freunde, Personen des öffentlichen Lebens, wie Pfarrer und Polizist. Eine genaue Inhaltsangabe fällt schwer, da die Handlung im ersten Akt fast gänzlich aus Belanglosigkeiten wie dem täglichen Frühstück, Haushaltsarbeiten oder Schularbeiten, eben dem „täglichen Leben“ besteht.
Im zweiten Akt sind drei Jahre vergangen, und Emily und George sind im Begriff zu heiraten. In einer Rückblende wird dargestellt, wie das Paar auf dem Nachhauseweg in einer Eisbar zueinander gefunden hat. Den Abschluss macht die große Hochzeitsszene. Das Motto dieses Aktes lautet „Liebe und Heirat“.
Der letzte Akt spielt 1913 auf einem Friedhof in Grover’s Corners. Emily ist bei der Geburt ihres zweiten Kindes gestorben und landet nun im Reich der Toten. Sie erhält die Möglichkeit, aus dem Jenseits auf die Lebenden herabzuschauen, und will unbedingt ins Leben zurückkehren. Tatsächlich kann sie auch, wie ihr ihre ebenfalls tote Schwiegermutter Mrs. Gibbs erklärt, an einen beliebigen Tag in ihrem Leben zurückgehen und ihn noch einmal, nun aus der Distanz, miterleben. Emily tut dies und reist zurück zu ihrem 12. Geburtstag. Doch hier erkennt sie erstmals, wie nichtig die Dinge sind, mit denen sich die Lebenden befassen. In einer der letzten Szenen versucht Emily regelrecht, ihre Mutter aus ihrem Alltagstrott zu reißen, sie aufzurütteln. Dies bleibt jedoch wirkungslos. Resigniert kehrt Emily ins Totenreich zurück und findet sich mit ihrem Tod ab.

### Bezug zum Epischen Theater
Unsere kleine Stadt ist ein episches Theaterstück und enthält daher einige der Brechtschen Merkmale dieser Theatergattung. So gibt es im Stück keinen Vorhang, der Zuschauer erlebt mit, wie die Bühne umgeräumt wird. Auch die Requisiten und Hilfsmittel fallen minimal aus. Der Esel des Milchmanns Howie Newsome wird nur durch Gesten angedeutet, das Totenreich lediglich durch eine Ansammlung von Stühlen dargestellt. Typisch ist auch der Verfremdungseffekt in Form der Reise ins Jenseits.

### Interpretation
Wie bei jedem epischen Theaterstück steht in Unsere Kleine Stadt ein Lerneffekt vor der bloßen Unterhaltung. In der Banalität des Kleinstadtlebens soll sich das ganze Leben spiegeln, die Romanze von Emily und George wiegt genauso schwer und ist genauso nichtig wie jede Großbürgerhochzeit. Innerhalb des Stückes wiederholen sich die Geschichten: so erinnert sich Emilys Mutter bei ihrer Hochzeit an ihre eigene Heirat, dass „die Welt vollkommen verkehrt eingerichtet ist“ – ohne jedoch auch nur ein Wort des Widerspruchs einzuwerfen.
Der Sinn des Lebens wird angesprochen, mal offen vom Spielleiter, mal reflektierend in den Monologen einzelner Figuren, oder auch einfach gezeigt durch die bloße Handlung. Im ersten Akt berichtet der Spielleiter über den Grundstein der neu gebauten Bank, und was hineingelegt werden soll. Auch hier wird deutlich, dass das Leben höchst banal, „aber wunderbar“ (Zitat Mrs. Soames) ist.
Das Stück hat keine Fabel im herkömmlichen Sinn; sein Inhalt ist das tägliche Leben: Liebe und Hochzeit, Tod und Friedhof, mithin einfach das Leben, zu dem auch der Tod und die Toten gehören. Dramatischen Konflikten im landläufigen Sinne geht Wilder dabei konsequent aus dem Weg; erst im dritten Akt, der wahrscheinlich der bedeutsamste zum Verständnis seiner dramatischen Werke ist, erhebt sich das „Drama“. Die erstaunliche Umwendung des Lebens in den Tod, die indessen ausschließlich das Leben meint, stellt für Wilder anders als für Ionesco oder Camus dabei kein dramatisches Problem dar. Mit dem Rückblick der Toten auf das Leben, der schon bei ihrem Begräbnis beginnt, erhält das Leben eine völlig andere Perspektive. Emily ist betrübt, da die Menschen blind bleiben für das Leben und es nicht begreifen, da es so schnell geht, dass gar keine Zeit bleibt, es anzuschauen. Diese Spannung zwischen dem Leben und dem Unverständnis oder der Blindheit, mit der es gelebt wird, löst sich in dem Stück nicht auf. Daher ist es auch kein Zufall, dass kurz vor dem Ende des Spiels das Motiv von der menschlichen Blindheit nochmals schrill aufklingt, als der trunksüchtige Organist, der sich das Leben nahm, in Emilys Klage einmischt und von der Wolke der Unwissenheit spricht, in der die Menschen zeit ihres Lebens eingehüllt seien.

## Figuren
Im Vergleich zu anderen Theaterstücken wartet Unsere Kleine Stadt mit einer Vielzahl verschiedener Figuren auf.
Der Spielleiter ist die übergeordnete Instanz des Stückes. Er steht außerhalb der Handlung, kennt Ablauf und Ausgang und wendet sich oftmals direkt an das Publikum. Er führt durch den wegen der zahlreichen Rückblenden und Verfremdungseffekte teilweise verwirrenden Ablauf, führt Figuren ein, kommentiert Szenen, nimmt gelegentlich künftige Ereignisse schon vorweg und schlüpft manchmal auch in einzelne (Neben-)Rollen, so im zweiten Akt die des Drugstore-Verkäufers Mr. Morgan.
Dr. Frank Gibbs ist der Arzt in Grover’s Corners und Vater von George und Rebekka Gibbs. Er ist in der Stadt sehr geschätzt, nicht nur als Mediziner und Familienvater, sondern auch als historische Kapazität. In der Familie ist er streng, aber gerecht. Das Verhältnis zu seiner Frau ist ambivalent, einerseits scheinen die Rollen klar und ungleich-patriarchalisch verteilt zu sein, andererseits wird auch in vielen Szenen klar, dass Dr. Gibbs seine Frau über alles liebt.
Mrs. Julia Gibbs ist die Frau von Dr. Gibbs und die Mutter von George und Rebekka Gibbs. Sie wird als eher einfältige Frau gezeichnet, die sich seit Jahrzehnten um den Gibbs-Haushalt kümmert, ohne sich zu beschweren. Ihr größter Wunsch ist es, einmal Paris zu sehen. Dieser geht jedoch nicht in Erfüllung. Mrs. Gibbs stirbt an Lungenentzündung (was nur vom zeitlos-allwissenden Spielleiter berichtet wird), als sie ihre inzwischen verheiratete Tochter Rebekka besucht. Mrs. Gibbs ist eine tragende Rolle im Stück. Man sieht sie in den charakteristischen Szenen an den Frühstückstischen zu Beginn der ersten beiden Akte. Vor der Hochzeit redet sie ihrem Sohn George ins Gewissen, der einen Rückzieher zu machen droht. Schließlich fungiert sie im dritten Akt neben dem Spielleiter als Orientierung für die im Jenseits „neue“ Emily und warnt sie vor dem, was sie bei einer Rückkehr ins Reich der Lebenden erwartet.
George Gibbs ist Mitschüler und späterer Ehemann von Emily Webb. Er ist ein guter Baseballspieler, was ihn in Emilys Augen etwas eingebildet macht. Sein Traum ist, einmal die Farm seines Onkels zu übernehmen, was ihm nach der Hochzeit mit Emily auch gelingt.
Rebekka Gibbs ist Georges Schwester. Sie übernimmt im Stück eine Nebenrolle, daher erfährt der Zuschauer nur wenig über sie. Im Vergleich mit George ist sie bescheiden, sparsam und naiv. Dies zeigt sich vor allem in einem Gespräch mit ihrem Bruder, in dem sie ihm sagt, sie stelle sich vor, „dass der Mond näher und näher kommt, und dann gibt es eine riesige Explosion“. Wie man vom Spielleiter erfährt, heiratet sie nach der Schule einen Versicherungsbeamten in Ohio und zieht zu ihm.
Mr. Webb ist Redakteur einer Lokalzeitung namens „Die Schildwache“ und Vater von Emily und Willy Webb. Im ersten Akt gibt er Einblick in die politisch-soziale Situation in Grover’s Corners. Analog zu Mrs. Gibbs und George macht er Emily an ihrem Hochzeitstag Mut, die plötzlich Panik bekommt. Doch er spricht auch mit George und gibt ihm für seine Ehe den Ratschlag, niemals von anderen Ratschläge anzunehmen.
Mrs. Webb zeichnet sich wie ihre Nachbarin Mrs. Gibbs durch ein konservatives Rollenverständnis aus und lebt ganz für ihren Haushalt. (Zitat: „Was mich anbelangt, so habe ich lieber gesunde Kinder als gescheite.“)
Emily Webb ist eine der, wenn nicht die Hauptperson des Stückes, da ihr Lebensweg durchgehend skizziert wird. Spätestens im dritten Akt fokussiert sich die Handlung auf sie. Emily, ein archetypisches All-American-Girl, ist ein sehr intelligentes Mädchen, das in der Schule erfolgreich, bei Mitschülern wie Lehrern beliebt ist. Insbesondere zu ihrem Vater hat Emily ein inniges Verhältnis, ihrer eher einfältigen Mutter steht sie recht distanziert gegenüber.
Willy Webb (im Original Wally Webb) ist Emilys Bruder und taucht nur im ersten Akt in einer Frühstücksszene auf. Danach spielt er für das Stück keine Rolle mehr, wenngleich man von Emily im dritten Akt erfährt, dass er nach einer Blinddarmentzündung gestorben ist.
Joe Crowell Jr. ist der Zeitungsjunge im ersten Akt. Sein jüngerer Bruder Si Crowell ist der Zeitungsjunge im mehrere Jahre später spielenden zweiten Akt.
Howie Newsome ist Grover’s Corners’ Milchmann. Er läutet gewissermaßen jeden Akt ein, da er zu Anfang der einzelnen Akte mit seinem imaginären Esel Bessie über die Bühne läuft.
Professor Willard hält dem Publikum im ersten Akt einen Vortrag über die geografischen Besonderheiten Grover’s Corners. Diese Szene dient eher der Belustigung und Auflockerung, zumal die kleine Stadt alles andere als besonders ist.
Simon Stimson ist der Kirchenorganist und Chorleiter von Grover’s Corners. Die meisten Ehefrauen der Stadt singen bei ihm. Ein offenes Geheimnis und Skandal ist sein Alkoholismus, über den nach der Chorprobe stets gelästert wird. Das Stück lebt insbesondere von den Gesangsszenen, die sich daraus ergeben.
Mrs. Soames wird als etwas überdrehte und schillernde Persönlichkeit dargestellt, naiv und laut, doch stets mit Enthusiasmus. Insbesondere während der Hochzeitsszene fällt sie durch dauernde Unterbrechungen auf, wie sehr sie diese Hochzeit „entzückt“.
Weitere Figuren sind der Polizist Warren, Joe Stoddard, Sam Craig und Mr. Carter. Außerdem haben Spieler, die im Publikum sitzen, eigene Mini-Auftritte. Im dritten Akt vervollständigen diverse Statisten als „Tote“ das Bild des Jenseits.

## Zitate
- Der Spielleiter: „Ein Dichter aus dem Mittelwesten hat gesagt: Man muss das Leben lieben, um es zu leben, und man muss das Leben leben, um es zu lieben.“
- Mrs. Soames: „Ich sage immer, Glück, nur darauf kommt es an. Das Wichtigste im Leben ist, glücklich zu sein.“
- Emily: „Nicht wahr, sie [die Lebenden] verstehen nicht?“ – Mrs. Gibbs: „Nein, Liebes, nicht sehr viel.“
- Emily: "Gibt es Menschen, die das Leben ergründen, während sie es leben? Können sie es jemals?" Spielleiter: "Nein.- Vielleicht die Heiligen und die Dichter – ein wenig." (Motto in: Walter Nigg: Heilige und Dichter, Zürich 1991)

## Trivia
- Kurt Vonnegut erwähnt Unsere Kleine Stadt mehrmals mit lobenden Worten in seinem – im weitesten Sinne – thematisch ähnlich angelegten Werk Timequake (dt. Zeitbeben).

## Cinematografie
- Unsere kleine Stadt (1940): US-amerikanische Kinoverfilmung aus dem Jahr 1940 – Regie: Sam Wood (mit William Holden, Martha Scott, Fay Bainter, Beulah Bondi und Thomas Mitchell). Viele Mitglieder der Uraufführung wie Scott oder Frank Craven als Spielleiter repräsentierten ihre Rollen erneut, das Ende wurde aber in der Filmfassung positiver gestaltet.
- Deutsche Fernsehverfilmung aus dem Jahr 1954 – Regie: Harald Braun (mit Liselotte Pulver und Michael Heltau)
- US-amerikanische Fernsehverfilmung aus dem Jahr 1955 – Regie: Delbert Mann (mit Frank Sinatra, Paul Newman, Paul Hartman und Eva Marie Saint)
- Unsere kleine Stadt (1961): Deutsche Fernsehverfilmung aus dem Jahr 1961 – Regie: Ludwig Cremer (mit Robert Graf, Cordula Trantow und Fritz Wepper)
- US-amerikanische Fernsehverfilmung aus dem Jahr 1977 – Regie: George Schaefer (mit Hal Holbrook, Ned Beatty, Sada Thompson und Barbara Bel Geddes)
- US-amerikanische Fernsehverfilmung aus dem Jahr 2003 – Regie: James Naughton (mit Paul Newman)

## Hörspiele
- 1945: Unsere kleine Stadt – Regie und Sprecher: Helmut Käutner, mit Dagmar Altrichter, Ida Ehre, Fritz Wagner, Harry Meyen, Charlotte Kramm
- 1956: Unsere kleine Stadt – Bearbeitung und Regie: Edwin Zbonek, mit Eduard Volters, Theodor Grieg, Dora Miklosich, Helmut Lohner, Guido Wieland, Vera Balser, Paola Löw, Peter Czejke, Eva Sandor
- 1965: Unsere kleine Stadt – Regie: Rudolf Noelte, mit Hans Mahnke, Mila Kopp, Ernst Jacobi, René Deltgen, Alice Treff, Brigitte Grothum, Günther Lüders, Hanns Ernst Jäger

## Veröffentlichungen
- Thornton Wilder: Unsere kleine Stadt. Aus dem amerikanischen Englisch übersetzt von Hans Sahl. Fischer, Frankfurt am Main 1955.
- Thornton Wilder: Unsere kleine Stadt. 28. Auflage, Fischer 2003, ISBN 3-596-27022-7.